# Jordbävningen i östra Turkiet 2011
Jordbävningen i östra Turkiet 2011, som nådde magnituden 7,2. Mest drabbade var städerna Erciş och Van i den bergiga östra delen av landet. Landets myndigheter uppskattar att antalet döda kommer att hamna på 500-1 000 personer. 
Den 9 november 2011 klockan 21.23 drabbades staden Van för andra gången på kort tid av en kraftig jordbävning. Den andra jordbävningen nådde magnituden 5,6. Totalt omkom över 40 personer och minst 30 personer skadades.